# Tournoi des Cinq Nations 1975
Navigation
Tournoi 1974 Tournoi 1976
Le Tournoi des Cinq Nations 1975 du 18 janvier au 15 mars 1975 voit la victoire du pays de Galles seul.

## Classement
- Légende :

J matches joués, V victoires, N matches nuls, D défaites ;

PP points pour, PC points contre, Δ différence de points ;

Pts points de classement
(barème : 2 points pour une victoire, 1 point en cas de match nul, rien pour une défaite) ;

T : Tenante du titre 1974.
| Rang | Nations        | J | V | N | D | PP | PC | Δ   | Pts |
| ---- | -------------- | - | - | - | - | -- | -- | --- | --- |
| 1    | Pays de Galles | 4 | 3 | 0 | 1 | 87 | 30 | +57 | 6   |
| 2    | Écosse         | 4 | 2 | 0 | 2 | 47 | 40 | +7  | 4   |
| 2    | Irlande (T)    | 4 | 2 | 0 | 2 | 54 | 67 | -13 | 4   |
| 2    | France         | 4 | 2 | 0 | 2 | 53 | 79 | -26 | 4   |
| 5    | Angleterre     | 4 | 1 | 0 | 3 | 40 | 65 | -25 | 2   |

- Le pays de Galles; vainqueur du Tournoi, a les meilleures attaque et défense, et donc la plus forte différence de points.

## Résultats
Toutes les rencontres ont lieu le samedi :
- Première journée : 18 janvier 1975

| Parc des Princes | France  | 10 - 25 | Pays de Galles |
| Lansdowne Road   | Irlande | 12 - 9  | Angleterre     |

- Deuxième journée : 1er février 1975

| Twickenham  | Angleterre | 20 - 27 | France  |
| Murrayfield | Écosse     | 20 - 13 | Irlande |

- Troisième journée : 15 février 1975

| Parc des Princes | France         | 10 - 9 | Écosse     |
| Arm's Park       | Pays de Galles | 20 - 4 | Angleterre |

- Quatrième journée : 1er mars 1975

| Lansdowne Road | Irlande | 25 - 6  | France         |
| Murrayfield    | Écosse  | 12 - 10 | Pays de Galles |

- Cinquième journée : 15 mars 1975

| Arm's Park | Pays de Galles | 32 - 4 | Irlande |
| Twickenham | Angleterre     | 7 - 6  | Écosse  |

## Acteurs du Tournoi des Cinq Nations

### Joueurs

#### France
Jean-Pierre Rives, Alain Guilbert et Gérard Cholley jouent leur premier match international lors d'Angleterre-France. Alain Guilbert dont c'est la première sélection et Jean-Martin Etchenique marquent leur premier essai sous le maillot de l'équipe de France lors de ce match. 
| Entraîneur | Entraîneur             | Jean Desclaux                                                                               |
| Avants     | Pilier                 | Armand Vaquerin, Gérard Cholley, Jean-Louis Azarete                                         |
| Avants     | Talonneur              | Alain Paco, Jean-Louis Ugartemendia                                                         |
| Avants     | Deuxième ligne         | Alain Estève, Alain Guilbert, Georges Senal                                                 |
| Avants     | Troisième ligne aile   | Jean-Claude Skrela, Claude Spanghero, Victor Boffelli, Jean-Pierre Bastiat, Olivier Saïsset |
| Avants     | Troisième ligne centre | Jean-Pierre Rives                                                                           |
| Arrières   | Demi de mêlée          | Richard Astre, Jacques Fouroux                                                              |
| Arrières   | Demi d'ouverture       | Lucien Pariès, Jean-Pierre Romeu                                                            |
| Arrières   | Centre                 | Jean-Martin Etchenique, Claude Dourthe, François Sangalli                                   |
| Arrières   | Ailier                 | Roland Bertranne, Jean-François Gourdon, Jean-Luc Averous, Jack Cantoni, Jean-Pierre Lux    |
| Arrières   | Arrière                | Michel Taffary                                                                              |

#### Pays de Galles
| Entraîneur | Entraîneur             | John Dawes                                    |
| Avants     | Pilier                 | Graham Price, Charlie Faulkner                |
| Avants     | Talonneur              | Bobby Windsor                                 |
| Avants     | Deuxième ligne         | Geoff Wheel, Allan Martin, Mike Roberts       |
| Avants     | Troisième ligne aile   | Terry Cobner, Trefor Evans                    |
| Avants     | Troisième ligne centre | Mervyn Davies, Derek Quinnell                 |
| Arrières   | Demi de mêlée          | Gareth Edwards                                |
| Arrières   | Demi d'ouverture       | John Bevan, Phil Bennett                      |
| Arrières   | Centre                 | Steve Fenwick, Ray Gravell, Roy Bergiers (en) |
| Arrières   | Ailier                 | Gerald Davies, JJ Williams                    |
| Arrières   | Arrière                | JPR Williams                                  |

### Arbitres
- T.F.E. Grierson
- S.M. Lewis
- D.M. Lloyd
- F. Palmade
- K.A. Pattinson

## Cinquième journée

### France - pays de Galles
Résumé : Les Gallois arrivent au Parc des Princes pour y disputer leur premier match de 1975.
Il y a du sang neuf dans les rangs gallois: six joueurs connaissent leur première cape, y compris les deux piliers de Pontypool RFC, Charlie Faulkner et Graham Price qui forment, avec Bobby Windsor, la première ligne.
Price a à peine 23 ans, ce qui est jeune pour un pilier, alors que Faulkner, ceinture noire en judo, est plus âgé. Phil Bennett n'a pas été retenu dans l'équipe de manière surprenante et il est remplacé par le demi d'ouverture d'Aberavon RFC, John Bevan.
Le trois-quarts centre Steve Fenwick commence sa carrière internationale par un essai inscrit, ses coéquipiers Terry Cobner et Gerald Davies inscrivent le leur pour donner au pays de Galles un avantage de 17-7 au repos.
Gareth Edwards sort le grand jeu en deuxième mi-temps, ce qui donne au pays de Galles une de ses plus belles victoires sur le score de 25 à 10.
| 18 janvier 1975 | France                                                         | 10 - 25 (7 - 17) | Pays de Galles                                                                                               | Parc des Princes, Paris 43 603 spectateurs Arbitre : Ken Pattinson |
| 18 janvier 1975 | Essai(s) : 1 Gourdon (18e) Pénalité(s) : 2' Taffary (16e, 55e) | Rapport          | Essai(s) : 5 Price, Cobner, Edwards, Fenwick, M.Davies Transformation(s) : 1 Fenwick Pénalité(s) : 1 Fenwick | Parc des Princes, Paris 43 603 spectateurs Arbitre : Ken Pattinson |
| 18 janvier 1975 |                                                                | Rapport          | | Parc des Princes, Paris 43 603 spectateurs Arbitre : Ken Pattinson |

| France · Titulaires · Michel Taffary 15 · Jean-François Gourdon 14 · Claude Dourthe 13 · Roland Bertranne 12 · Jean-Pierre Lux 11 · Jean-Pierre Romeu 10 · Jacques Fouroux 9 · Jean-Pierre Bastiat 8 · Victor Boffelli 7 · Olivier Saïsset 6 · Alain Estève 5 · Georges Senal 4 · Jean-Louis Azarete 3 · Alain Paco 2 · Armand Vaquerin 1 · Remplaçants · Jean-Louis Ugartemendia 16 · Gérard Cholley 17 · Jean-Claude Skrela 18 · Richard Astre 19 · Jean-Martin Etchenique 20 · Jack Cantoni 21 · Entraîneur · Jean Desclaux |  |  |  | Pays de Galles Titulaires 15 JPR Williams 14 Gerald Davies 13 Steve Fenwick 12 Ray Gravell 11 JJ Williams 10 John Bevan 9 Gareth Edwards 8 Mervyn Davies 7 Trefor Evans 6 Terry Cobner 5 Geoff Wheel 4 Allan Martin 3 Graham Price 2 Bobby Windsor 1 Charlie Faulkner Entraîneur John Dawes |

## Statistiques des matches du XV de France
Deux victoires et deux défaites
- Points marqués : 53
- Points encaissés : 79
- Essais marqués : 6
- Essais encaissés : 10
- Meilleur marqueur : Lucien Pariès (20 points : 3 pénalités, 4 transformations, 1 drop)

- France-Pays de Galles : 1 essai (Gourdon), 2 pénalités (Taffary)